# Ingratitudine (film 1937)
Ingratitudine (Der Herrscher) è un film del 1937, diretto da Veit Harlan.

## Trama
Nel film l'attore Emil Jannings interpreta il capo, sempre più vecchio degli stabilimenti Clausen. Questo padrone esemplare, di umili origini, è un vero Führer, che decide, alla fine del film, di lasciare in eredità i Clausen Werke alla comunità del popolo.

## Produzione
Il film fu prodotto dalla Tobis-Magna-Filmproduktion.

## Distribuzione
Distribuito dalla Neue Deutsch Lichtspiel-Syndikat Verleih (N.D.L.S.), il film uscì in prima a Berlino il 17 marzo 1937. Nello stesso anno, uscì - sempre con il titolo originale Der Herrscher - anche in Austria. Negli Stati Uniti, venne distribuito il 15 ottobre 1937 dall'American Tobis Company.

## Riconoscimenti
- 5ª Mostra internazionale d'arte cinematografica di Venezia
  - Coppa Volpi per la migliore interpretazione maschile (Emil Jannings)